# Jolimont (Belgique)
Pour les articles homonymes, voir Jolimont.
Jolimont est un lieu-dit de la ville de La Louvière en province de Hainaut (Région wallonne de Belgique). L'ancien hameau qui est situé à 5 km de Binche et 17 km de Mons est administrativement intégré à la ville de La Louvière. Il culmine à 164 mètres au-dessus du niveau de la mer.

## Histoire
Comme toute la Région du centre, Jolimont a un long passé lié à l'exploitation des mines de charbon.
L’histoire de Jolimont est étroitement liée à celle de M. Théophile Massart. En 1886, tout juste un an après la création du Parti Ouvrier Belge, est créée à Jolimont la coopérative « Le Progrès » dans les locaux de la première Maison du peuple de Belgique. Théophile Massart, natif de Fayt-lez-Manage mais citoyen de La Hestre, en est le premier directeur.
La seconde personne importante est L'abbé Félicien Bataille (1841-1911), fondateur de l'hôpital de Jolimont.

## Patrimoine
- Château du Bouly, édifié en 1860 par Victor De Quanter, directeur des charbonnages de Haine-Saint-Pierre et La Hestre.
- Eglise Notre-Dame de la Compassion et de Saint-Hubert, l'église Saint-Hubert a été bâtie de 1866 à 1868 au quartier du no 1[1] et démolie en 1974 pour cause d'écroulement. La chapelle de la Compassion a été construite en 1948 elle se situe à côté de l'hôpital.

## Galerie

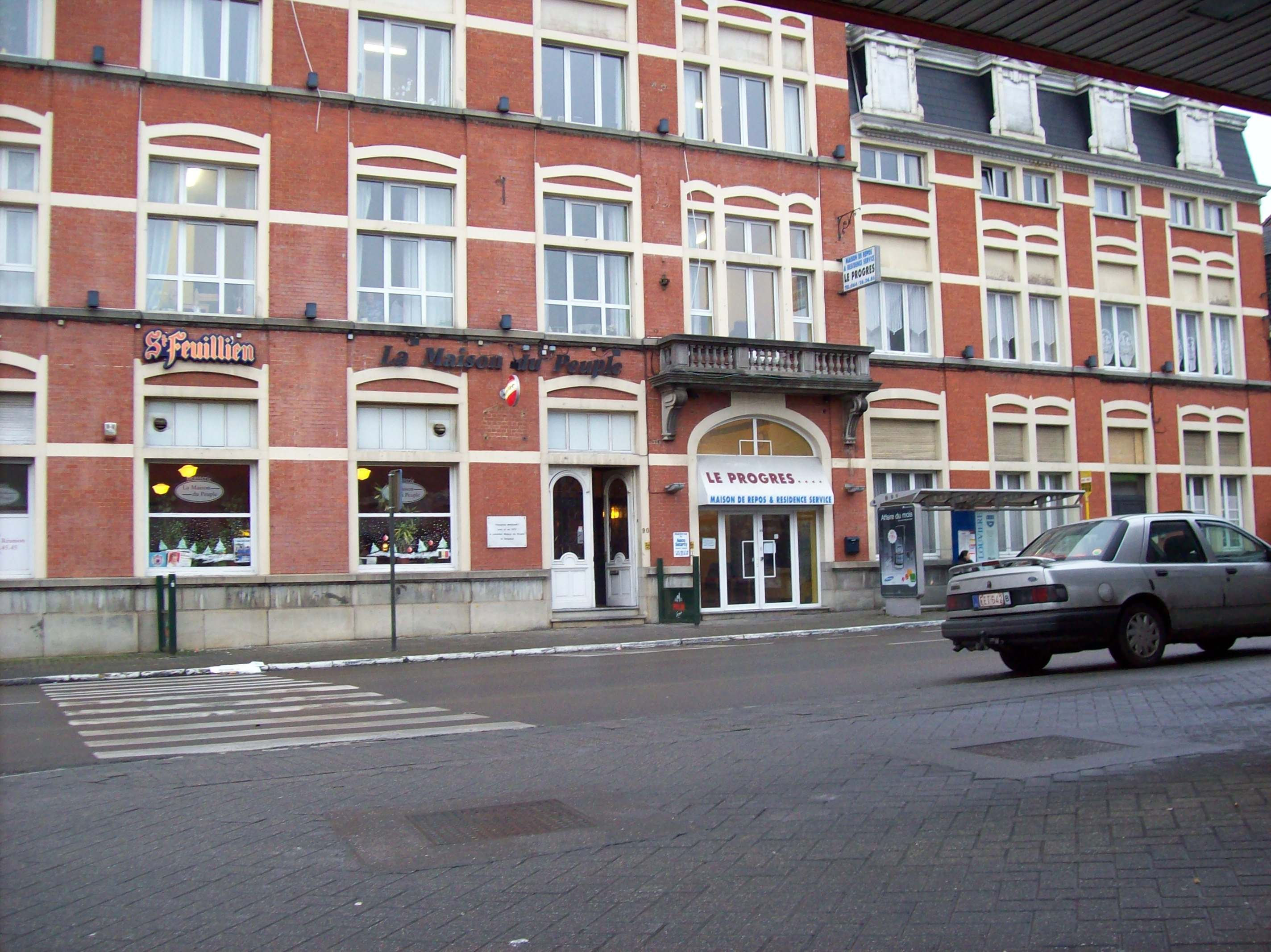
Le Progrès et la maison du peuple.
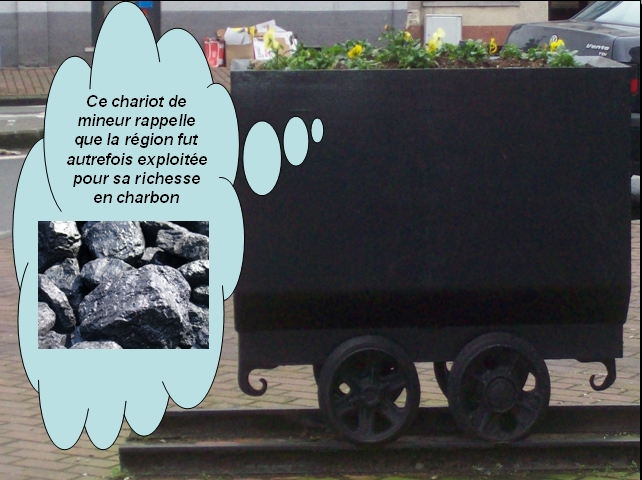
Chariot de mine de charbon (monument).
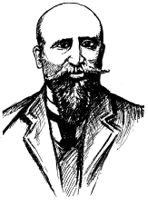
Théophile Massart.

## Transports
Transports en commun: la localité est desservie par le bus 30 Anderlues, Morlanwelz, La Louvière, Strépy-Bracquenies et Thieu.